# Gwendraeth

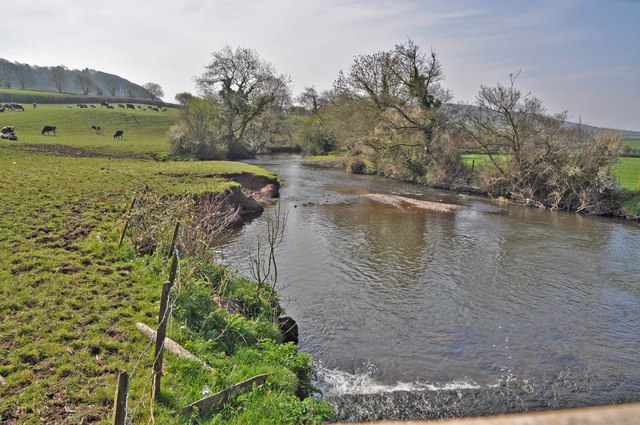
De Gwendraeth

De Gwendraeth is een rivier in Carmarthenshire in West-Wales. De rivier heeft twee takken die samenkomen in hun gezamenlijke estuarium. De Gwendraeth Fawr (Grote Gwendraeth) is verrassend genoeg de kleinere tak en heeft zijn oorsprong boven het dorpje Cross Hands. Gwendraeth Fach (Kleine Gwendraeth) is langer en vindt zijn bron 6 kilometer noordelijk van Cross Hands. De twee takken volgen een bijna parallelle koers naar de zee. 
Het dal van beide rivieren stroomt door een mix van mijn- en landbouwgemeenschappen. De meest interessante plek is Kidwelly Castle dat uitkijkt over de monding van de Kleine Gwendraeth. 
De monding van de Gwendraeth wordt snel breder en voegt zich samen met de mondingen van de rivier de Tywi en de rivier de Tâf.